# Fleurey-sur-Ouche
Fleurey-sur-Ouche is een gemeente in het Franse departement Côte-d'Or (regio Bourgogne-Franche-Comté). De plaats maakt deel uit van het arrondissement Dijon. Fleurey-sur-Ouche telde op 1 januari 2022 1.498 inwoners.

## Geografie
De oppervlakte van Fleurey-sur-Ouche bedroeg op 1 januari 2022 29,76 vierkante kilometer; de bevolkingsdichtheid was toen 50,3 inwoners per km².
De onderstaande kaart toont de ligging van Fleurey-sur-Ouche met de belangrijkste infrastructuur en aangrenzende gemeenten.

## Demografie
Onderstaande figuur toont het verloop van het inwonertal (bron: INSEE-tellingen).